# Ordine della Bandiera del lavoro (Repubblica Democratica Tedesca)
L'ordine della Bandiera del lavoro è stato una decorazione della Repubblica Democratica Tedesca.

## Storia
L'ordine è stato fondato il 4 agosto 1954 e diviso in tre classi l'8 agosto 1974.

## Classi
L'Ordine disponeva delle seguenti classi di benemerenza:
- I classe (250 all'anno)
- II classe (500 all'anno)
- III classe (1000 all'anno)

| Nastri         |            |           |          |
| Classe singola | III classe | II classe | I classe |

## Insegne
- Il nastro dal 1954 al 1974 era rosso con al centro il tricolore tedesco, mentre dal 1974 era completamente rosso.